# Yuki Iwamoto
Yuki Iwamoto (* 1964 in Tokio) ist ein japanischer Schauspieler, Hörspielsprecher und Simultanübersetzer.

## Leben und Wirken
Yuki Iwamoto wurde in Tokio geboren und wuchs in Deutschland auf. Er nahm an vielen Schauspielkursen in Boston teil, unter anderem an der Harvard University in Cambridge (Massachusetts). Neben seiner Muttersprache beherrscht er fließend Deutsch und Englisch und ist so neben seinem schauspielerischen Wirken auch in den Bereichen Hörspiel, Simultanübersetzung und Filmsynchronisationen tätig. Seine erste Filmrolle hatte er im Jahr 2000 in dem Drama The Cat’s Meow unter der Regie von Peter Bogdanovich. Es folgten zahlreiche Auftritte meist in deutschen Fernsehserien, aber auch internationalen Produktionen.

## Filmografie (Auswahl)
- 2000: The Cat’s Meow
- 2001: Großstadtrevier (Fernsehserie, 1 Folge)
- 2001: Der Millionär und die Stripperin (Fernsehfilm)
- 2002: Herzschlag – Das Ärzteteam Nord (Fernsehserie, 1 Folge)
- 2003: Café Meineid (Fernsehserie, 1 Folge)
- 2003: Sushi Dinner (Kurzfilm)
- 2003: Kalle kocht (Fernsehserie, 1 Folge)
- 2003: A Downtown Fairytale (Kurzfilm)
- 2003: Ohne Worte (Fernsehserie, 1 Folge)
- 2004: Lenßen & Partner (Fernsehserie, 1 Folge)
- 2004: Zwei Wochen für uns (Fernsehfilm)
- 2004: Stratosphere Girl
- 2005: Dead Samurai (Kurzfilm)
- 2005: LiebesLeben (Fernsehserie, 1 Folge)
- 2005: The Fest (Kurzfilm)
- 2005: The Lotus Flowers (Kurzfilm)
- 2006: Großstadträuber (Kurzfilm)
- 2008: Camino de Kazuki (Kurzfilm)
- 2008: Anna und die Liebe (Fernsehserie, 3 Folgen)
- 2008: Das iTeam – Die Jungs an der Maus (Fernsehserie, 1 Folge)
- 2009: Ninja Assassin
- 2009: A Matter of Size
- 2010: Oshima (Kurzfilm)
- 2011: Rindvieh à la Carte (Fernsehfilm)
- 2011: Heiter bis tödlich: Nordisch herb (Fernsehserie, 1 Folge)
- 2011: SOKO Leipzig (Fernsehserie, 1 Folge)
- 2011–2013: Verbotene Liebe (Fernsehserie, 9 Folgen)
- 2012: Sushi in Suhl
- 2012: Silent City
- 2012: Iron Sky
- 2013: Verbrechen (Fernsehserie, 1 Folge)
- 2013: Tiere bis unters Dach (Fernsehserie, 1 Folge)
- 2015: Das Wetter in geschlossenen Räumen
- 2015: Buddha’s Little Finger
- 2022: The Billion Dollar Code
- 2023: Holy Shit
- 2024: Der Frosch und das Wasser

## Hörspiele (Auswahl)
- 2000: Heiner Grenzland: New York, 48th floor – Regie: Heiner Grenzland
- 2010: Nadja Schöning: Morgen weht der Wind von Morgen – JahresZeitBilder – Regie: Nadja Schöning
- 2012: Jörg Buttgereit: Die Bestie von Fukushima – Regie: Jörg Buttgereit
- 2013: Daniel Kehlmann: Geister in Princeton – Regie: Norbert Schaeffer